# Éliminatoires de la zone Amérique du Sud de la Coupe du monde de football 2026
Navigation
2022
Les éliminatoires de la Coupe du monde de football 2026 de la zone Amérique du Sud concernent les 10 équipes nationales membres de la CONMEBOL. La CONMEBOL dispose de six places directement qualificatives pour la phase finale, et une autre pour les barrages intercontinentaux, soit un total de 6 ou 7 équipes sud-américaines présentes au mondial 2026.

## Format

Europe - Afrique - Amérique du Nord, Amérique centrale et Caraïbes - Amérique du Sud - Asie - Océanie.

Le 22 août 2022, la CONMEBOL, qui souhaite reconduire le format de la poule unique de qualification utilisé depuis les éliminatoires pour la Coupe du monde 1998, envoie une requête à la FIFA,,. La FIFA accepte et les éliminatoires de la zone Amérique du Sud débutent ainsi en septembre 2023.

## Équipes
Les 10 équipes nationales de la CONMEBOL sont engagées.
| Équipes   | Classement FIFA du 20 juillet 2023 |
| --------- | ---------------------------------- |
| Argentine | 1                                  |
| Brésil    | 3                                  |
| Uruguay   | 16                                 |
| Colombie  | 17                                 |
| Pérou     | 21                                 |
| Chili     | 32                                 |
| Équateur  | 40                                 |
| Paraguay  | 49                                 |
| Venezuela | 57                                 |
| Bolivie   | 83                                 |

## Groupe éliminatoire unique

### Classement
| Rang | Équipe    | Pts  | J  | G  | N | P  | Bp | Bc | Diff |  | Résultats (▼ dom., ► ext.) |     |     |     |     |     |     |     |     |     |     |
| ---- | --------- | ---- | -- | -- | - | -- | -- | -- | ---- |  | -------------------------- | --- | --- | --- | --- | --- | --- | --- | --- | --- | --- |
| 1    | Argentine | 35   | 16 | 11 | 2 | 3  | 28 | 9  | +19  |  | Argentine                  |     | 1-0 | 4-1 | 0-2 | 1-0 | 1-1 | -   | 6-0 | 1-0 | 3-0 |
| 2    | Équateur  | 25-3 | 16 | 7  | 7 | 2  | 13 | 5  | +8   |  | Équateur                   | -   |     | 0-0 | 2-1 | 0-0 | 0-0 | 2-1 | 4-0 | 1-0 | 1-0 |
| 3    | Brésil    | 25   | 16 | 7  | 4 | 5  | 21 | 16 | +5   |  | Brésil                     | 0-1 | 1-0 |     | 1-1 | 1-0 | 2-1 | 1-1 | 5-1 | 4-0 | -   |
| 4    | Uruguay   | 24   | 16 | 6  | 6 | 4  | 19 | 12 | +7   |  | Uruguay                    | 0-1 | 0-0 | 2-0 |     | 0-0 | 3-2 | 2-0 | 3-0 | -   | 3-1 |
| 5    | Paraguay  | 24   | 16 | 6  | 6 | 4  | 13 | 10 | +3   |  | Paraguay                   | 2-1 | -   | 1-0 | 2-0 |     | 0-1 | 2-1 | 1-0 | 0-0 | 1-0 |
| 6    | Colombie  | 22   | 16 | 5  | 7 | 4  | 19 | 15 | +4   |  | Colombie                   | 2-1 | 0-1 | 2-1 | 2-2 | 2-2 |     | 1-0 | -   | 0-0 | 4-0 |
| 7    | Venezuela | 18   | 16 | 4  | 6 | 6  | 15 | 19 | -4   |  | Venezuela                  | 1-1 | 0-0 | 1-1 | 0-0 | 1-0 | -   |     | 2-0 | 1-0 | 3-0 |
| 8    | Bolivie   | 17   | 16 | 5  | 2 | 9  | 16 | 32 | -16  |  | Bolivie                    | 0-3 | 1-2 | -   | 0-0 | 2-2 | 1-0 | 4-0 |     | 2-0 | 2-0 |
| 9    | Pérou     | 12   | 16 | 2  | 6 | 8  | 6  | 17 | -11  |  | Pérou                      | 0-2 | 0-0 | 0-1 | 1-0 | -   | 1-1 | 1-1 | 3-1 |     | 0-0 |
| 10   | Chili     | 10   | 16 | 2  | 4 | 10 | 9  | 24 | -15  |  | Chili                      | 0-1 | 0-0 | 1-2 | -   | 0-0 | 0-0 | 4-2 | 1-2 | 2-0 |     |

- Avant le début de la compétition, l'Équateur a été sanctionné d'un retrait forfaitaire de 3 points au classement du groupe de qualification et condamné à une amende de 100 000 CHF pour avoir falsifié les documents de naissance de Byron Castillo lors de la précédente campagne de qualification pour la Coupe du monde[7].

### Résultats

#### Journée 1
| 7 septembre 2023 | Paraguay | 0 - 0   | Pérou                           | Stade Antonio Oddone Sarubbi, Ciudad del Este   |                                                 |
| 18h30 UTC−4      |          | (0 - 0) |                                 | Spectateurs : 16 211 Arbitrage : Andrés Matonte | Spectateurs : 16 211 Arbitrage : Andrés Matonte |
| 18h30 UTC−4      |          | Rapport | 15e, 45e Advíncula · 26e Araujo | Spectateurs : 16 211 Arbitrage : Andrés Matonte | Spectateurs : 16 211 Arbitrage : Andrés Matonte |

| 7 septembre 2023 | Colombie  | 1 - 0   | Venezuela    | Stade Metropolitano Roberto Meléndez, Barranquilla |                                                   |
| 18h00 UTC−5      | Borré 46e | (0 - 0) |              | Spectateurs : 43 084 Arbitrage : Anderson Daronco  | Spectateurs : 43 084 Arbitrage : Anderson Daronco |
| 18h00 UTC−5      |           | Rapport | 33e González | Spectateurs : 43 084 Arbitrage : Anderson Daronco  | Spectateurs : 43 084 Arbitrage : Anderson Daronco |

| 7 septembre 2023 | Argentine   | 1 - 0   | Équateur      | Stade Monumental Antonio Vespucio Liberti, Buenos Aires |                                                |
| 21h00 UTC−3      | Messi 78e   | (0 - 0) |               | Spectateurs : 84 500 Arbitrage : Wilmar Roldán          | Spectateurs : 84 500 Arbitrage : Wilmar Roldán |
| 21h00 UTC−3      | Paredes 82e | Rapport | 61e Cifuentes | Spectateurs : 84 500 Arbitrage : Wilmar Roldán          | Spectateurs : 84 500 Arbitrage : Wilmar Roldán |

| 8 septembre 2023 | Uruguay                                            | 3 - 1   | Chili                                                              | Stade Centenario, Montevideo                   |                                                |
| 20h00 UTC−3      | De la Cruz 38e 71e · Valverde 45+2e                | (2 - 0) | 74e Vidal                                                          | Spectateurs : 49 713 Arbitrage : Darío Herrera | Spectateurs : 49 713 Arbitrage : Darío Herrera |
| 20h00 UTC−3      | Cáceres 49e · Ugarte 66e · Valverde 76e · Viña 77e | Rapport | 34e Pulgar · 58e Medel · 62e Mehssatou · 78e Núñez · 90+5e Delgado | Spectateurs : 49 713 Arbitrage : Darío Herrera | Spectateurs : 49 713 Arbitrage : Darío Herrera |

| 8 septembre 2023 | Brésil                                            | 5 - 1   | Bolivie                 | Stade olympique du Pará, Belém                        |                                                       |
| 21h45 UTC−3      | Rodrygo 24e 53e · Raphinha 47e · Neymar 61e 90+3e | (1 - 0) | 78e Ábrego              | Spectateurs : 48 183 Arbitrage : Juan Gabriel Benítez | Spectateurs : 48 183 Arbitrage : Juan Gabriel Benítez |
| 21h45 UTC−3      | Neymar 21e                                        | Rapport | 18e Moreno · 69e Ursino | Spectateurs : 48 183 Arbitrage : Juan Gabriel Benítez | Spectateurs : 48 183 Arbitrage : Juan Gabriel Benítez |

#### Journée 2
| 12 septembre 2023 | Bolivie                                                           | 0 - 3   | Argentine                                     | Estadio Hernando Siles, La Paz                    |                                                   |
| 16h00 UTC−4       |                                                                   | (0 - 2) | 31e Fernández · 42e Tagliafico · 83e González | Spectateurs : 24 000 Arbitrage : Esteban Ostojich | Spectateurs : 24 000 Arbitrage : Esteban Ostojich |
| 16h00 UTC−4       | Fernández 15e, 39e · Villamíl 24e · Quinteros 69e · Algarañaz 86e |         |                                               | Spectateurs : 24 000 Arbitrage : Esteban Ostojich | Spectateurs : 24 000 Arbitrage : Esteban Ostojich |

| 12 septembre 2023 | Équateur                    | 2 - 1   | Uruguay                                   | Stade de Liga Deportiva Universitaria, Quito   |                                                |
| 16h00 UTC−5       | Torres 45+5e 61e            | (1 - 1) | 38e Canobbio                              | Spectateurs : 3,613 Arbitrage : Wilton Sampaio | Spectateurs : 3,613 Arbitrage : Wilton Sampaio |
| 16h00 UTC−5       | Preciado 78e · Gruezo 90+7e | Rapport | 42e De la Cruz · 64e Olivera · 90+2e Viña | Spectateurs : 3,613 Arbitrage : Wilton Sampaio | Spectateurs : 3,613 Arbitrage : Wilton Sampaio |

| 12 septembre 2023 | Venezuela                             | 1 - 0   | Paraguay                                           | Estadio Monumental de Maturín, Maturín        |                                               |
| 18h00 UTC−4       | Rondón 90+3e                          | (0 - 0) |                                                    | Spectateurs : 34 187 Arbitrage : Andrés Rojas | Spectateurs : 34 187 Arbitrage : Andrés Rojas |
| 18h00 UTC−4       | Sosa 37e · Martínez 65e · Navarro 75e | Rapport | 42e Ortiz · 75e Gonzalez · 83e Gómez · 90+2e Piris | Spectateurs : 34 187 Arbitrage : Andrés Rojas | Spectateurs : 34 187 Arbitrage : Andrés Rojas |

| 12 septembre 2023 | Chili       | 0 - 0   | Colombie                                                       | Estadio Monumental David Arellano, Santiago       |                                                   |
| 21h30 UTC−3       |             | (0 - 0) |                                                                | Spectateurs : 37 081 Arbitrage : Jesús Valenzuela | Spectateurs : 37 081 Arbitrage : Jesús Valenzuela |
| 21h30 UTC−3       | Catalán 39e | Rapport | 41e Arias · 48e Carrascal · 54e Díaz · 64e Machado · 90e Durán | Spectateurs : 37 081 Arbitrage : Jesús Valenzuela | Spectateurs : 37 081 Arbitrage : Jesús Valenzuela |

| 12 septembre 2023 | Pérou                                   | 0 - 1   | Brésil                       | Estadio Nacional, Lima                              |                                                     |
| 21h00 UTC−5       |                                         | (0 - 0) | 90e Marquinhos               | Spectateurs : 56 328 Arbitrage : Fernando Rapallini | Spectateurs : 56 328 Arbitrage : Fernando Rapallini |
| 21h00 UTC−5       | Cartagena 45+7e · Tapia 48e · López 59e | Rapport | 42e Raphinha · 61e Guimarães | Spectateurs : 56 328 Arbitrage : Fernando Rapallini | Spectateurs : 56 328 Arbitrage : Fernando Rapallini |

#### Journée 3
| 12 octobre 2023 | Bolivie     | 1 - 2   | Équateur                   | Estadio Hernando Siles, La Paz                  |                                                 |
| 16h00 UTC−4     | Ramallo 83e | (0 - 1) | 45e Páez · 90+6e Rodríguez | Spectateurs : 34 200 Arbitrage : Cristian Garay | Spectateurs : 34 200 Arbitrage : Cristian Garay |
| 16h00 UTC−4     | Cuellar 90e | Rapport |                            | Spectateurs : 34 200 Arbitrage : Cristian Garay | Spectateurs : 34 200 Arbitrage : Cristian Garay |

| 12 octobre 2023 | Colombie                  | 2 - 2   | Uruguay                          | Stade Metropolitano Roberto Meléndez, Barranquilla |                                             |
| 15h30 UTC−5     | Rodríguez 35e · Uribe 52e | (1 - 0) | 47e Olivera · 90+1e (senp) Núñez | Spectateurs : 43 915 Arbitrage : Piero Maza        | Spectateurs : 43 915 Arbitrage : Piero Maza |
| 15h30 UTC−5     | Vargas 8e, 87e            | Rapport |                                  | Spectateurs : 43 915 Arbitrage : Piero Maza        | Spectateurs : 43 915 Arbitrage : Piero Maza |

| 12 octobre 2023 | Argentine    | 1 - 0   | Paraguay                 | Stade Monumental Antonio Vespucio Liberti, Buenos Aires |                                                |
| 21h00 UTC−3     | Otamendi 3e  | (1 - 0) |                          | Spectateurs : 80 000 Arbitrage : Raphael Claus          | Spectateurs : 80 000 Arbitrage : Raphael Claus |
| 21h00 UTC−3     | Fernández 7e | Rapport | 21e Alonso · 50e Bareiro | Spectateurs : 80 000 Arbitrage : Raphael Claus          | Spectateurs : 80 000 Arbitrage : Raphael Claus |

| 12 octobre 2023 | Chili                             | 2 - 0   | Pérou                    | Estadio Monumental David Arellano, Santiago    |                                                |
| 21h00 UTC−3     | Contreras 74e · López 90+1e (csc) | (0 - 0) |                          | Spectateurs : 36 847 Arbitrage : Wilmar Roldan | Spectateurs : 36 847 Arbitrage : Wilmar Roldan |
| 21h00 UTC−3     | Díaz 49e · Pulgar 76e             | Rapport | 32e Guerrero · 46e López | Spectateurs : 36 847 Arbitrage : Wilmar Roldan | Spectateurs : 36 847 Arbitrage : Wilmar Roldan |

| 12 octobre 2023 | Brésil                         | 1 - 1   | Venezuela                | Arena Pantanal, Cuiabá                         |                                                |
| 20h30 UTC−4     | Gabriel 50e                    | (0 - 0) | 85e Bello                | Spectateurs : 39 018 Arbitrage : Carlos Ortega | Spectateurs : 39 018 Arbitrage : Carlos Ortega |
| 20h30 UTC−4     | Richarlison 56e · Trindade 83e | Rapport | 31e Herrera · 33e Rincón | Spectateurs : 39 018 Arbitrage : Carlos Ortega | Spectateurs : 39 018 Arbitrage : Carlos Ortega |

#### Journée 4
| 17 octobre 2023 | Venezuela                               | 3 - 0   | Chili                        | Estadio Monumental de Maturín, Maturín           |                                                  |
| 17h00 UTC−4     | Soteldo 45+1e · Rondón 72e · Machís 79e | (1 - 0) |                              | Spectateurs : 50 932 Arbitrage : Flavio de Souza | Spectateurs : 50 932 Arbitrage : Flavio de Souza |
| 17h00 UTC−4     | Graterol 73e                            | Rapport | 59e, 59e Núñez · 90+2e Suazo | Spectateurs : 50 932 Arbitrage : Flavio de Souza | Spectateurs : 50 932 Arbitrage : Flavio de Souza |

| 17 octobre 2023 | Paraguay                   | 1 - 0   | Bolivie                                                              | Estadio Defensores del Chaco, Asuncion          |                                                 |
| 19h30 UTC−3     | Sanabria 69e               | (0 - 0) |                                                                      | Spectateurs : 30 681 Arbitrage : Gustavo Tejera | Spectateurs : 30 681 Arbitrage : Gustavo Tejera |
| 19h30 UTC−3     | Bareiro 42e · Villalba 82e | Rapport | 42e Villarroel · 42e Roca · 45+2e H.Vaca · 59e Haquin · 68e Villamíl | Spectateurs : 30 681 Arbitrage : Gustavo Tejera | Spectateurs : 30 681 Arbitrage : Gustavo Tejera |

| 17 octobre 2023 | Équateur                  | 0 - 0   | Colombie                                           | Stade de Liga Deportiva Universitaria, Quito   |                                                |
| 18h30 UTC−5     |                           | (0 - 0) |                                                    | Spectateurs : 38 702 Arbitrage : Facundo Tello | Spectateurs : 38 702 Arbitrage : Facundo Tello |
| 18h30 UTC−5     | Hincapié 33e · Gruezo 41e | Rapport | 9e Mosquera · 25e Sánchez · 27e Arias · 77e Cuesta | Spectateurs : 38 702 Arbitrage : Facundo Tello | Spectateurs : 38 702 Arbitrage : Facundo Tello |

| 17 octobre 2023 | Uruguay                             | 2 - 0   | Brésil                                                             | Stade Centenario, Montevideo                    |                                                 |
| 21h00 UTC−3     | Núñez 42e · de la Cruz 77e          | (1 - 0) |                                                                    | Spectateurs : 52 477 Arbitrage : Alexis Herrera | Spectateurs : 52 477 Arbitrage : Alexis Herrera |
| 21h00 UTC−3     | Araújo 10e · Núñez 21e · Nández 57e | Rapport | 45+5e Rodrygo · 71e Casemiro · 77e Ederson · 83e Jesus · 89e Cunha | Spectateurs : 52 477 Arbitrage : Alexis Herrera | Spectateurs : 52 477 Arbitrage : Alexis Herrera |

| 17 octobre 2023 | Pérou                     | 0 - 2   | Argentine     | Estadio Nacional, Lima                            |                                                   |
| 21h00 UTC−5     |                           | (0 - 2) | 32e 42e Messi | Spectateurs : 37 675 Arbitrage : Jesús Valenzuela | Spectateurs : 37 675 Arbitrage : Jesús Valenzuela |
| 21h00 UTC−5     | Yotún 45e · Advíncula 74e | Rapport |               | Spectateurs : 37 675 Arbitrage : Jesús Valenzuela | Spectateurs : 37 675 Arbitrage : Jesús Valenzuela |

#### Journée 5
| 16 novembre 2023 | Bolivie                        | 2 - 0   | Pérou                                     | Estadio Hernando Siles, La Paz                      |                                                     |
| 16h00 UTC−4      | H. Vaca 20e · R. Vaca 87e      | (1 - 0) |                                           | Spectateurs : 28 000 Arbitrage : Guillermo Guerrero | Spectateurs : 28 000 Arbitrage : Guillermo Guerrero |
| 16h00 UTC−4      | Justiniano 30e · H. Vaca 45+1e | Rapport | 34e Callens · 87e Advíncula · 90+2e Reyna | Spectateurs : 28 000 Arbitrage : Guillermo Guerrero | Spectateurs : 28 000 Arbitrage : Guillermo Guerrero |

| 16 novembre 2023 | Venezuela               | 0 - 0   | Équateur                                  | Estadio Monumental de Maturín, Maturín                |                                                       |
| 18h00 UTC−4      |                         | (0 - 0) |                                           | Spectateurs : 51 796 Arbitrage : Juan Gabriel Benítez | Spectateurs : 51 796 Arbitrage : Juan Gabriel Benítez |
| 18h00 UTC−4      | Ángel 9e · Martínez 79e | Rapport | 12e Hincapié · 31e Cifuentes · 79e Franco | Spectateurs : 51 796 Arbitrage : Juan Gabriel Benítez | Spectateurs : 51 796 Arbitrage : Juan Gabriel Benítez |

| 16 novembre 2023 | Colombie     | 2 - 1   | Brésil              | Stade Metropolitano Roberto Meléndez, Barranquilla |                                                 |
| 18h00 UTC−5      | Díaz 75e 79e | (0 - 1) | 4e Martinelli       | Spectateurs : 46 788 Arbitrage : Andrés Matonte    | Spectateurs : 46 788 Arbitrage : Andrés Matonte |
| 18h00 UTC−5      | Sánchez 20e  | Rapport | 78e Lodi · 90e Pepê | Spectateurs : 46 788 Arbitrage : Andrés Matonte    | Spectateurs : 46 788 Arbitrage : Andrés Matonte |

| 16 novembre 2023 | Argentine                                                     | 0 - 2   | Uruguay                                | La Bombonera, Buenos Aires                     |                                                |
| 21h00 UTC−3      |                                                               | (0 - 1) | 41e Araújo · 87e Núñez                 | Spectateurs : 57 200 Arbitrage : Wilmar Roldán | Spectateurs : 57 200 Arbitrage : Wilmar Roldán |
| 21h00 UTC−3      | Mac Allister 35e · Martínez 68e · Romero 77e · Palacios 90+2e | Rapport | 32e Ugarte · 67e Giménez · 79e Olivera | Spectateurs : 57 200 Arbitrage : Wilmar Roldán | Spectateurs : 57 200 Arbitrage : Wilmar Roldán |

| 16 novembre 2023 | Chili                                | 0 - 0   | Paraguay                                                | Estadio Monumental David Arellano, Santiago         |                                                     |
| 21h30 UTC−3      |                                      | (0 - 0) |                                                         | Spectateurs : 47 347 Arbitrage : Fernando Rapallini | Spectateurs : 47 347 Arbitrage : Fernando Rapallini |
| 21h30 UTC−3      | Maripán 22e · Medel 78e · Méndez 88e | Rapport | 38e Gómez · 44e R. Rojas · 71e Caballero · 78e M. Rojas | Spectateurs : 47 347 Arbitrage : Fernando Rapallini | Spectateurs : 47 347 Arbitrage : Fernando Rapallini |

#### Journée 6
| 21 novembre 2023 | Paraguay                      | 0 - 1   | Colombie                                         | Estadio Defensores del Chaco, Asuncion            |                                                   |
| 20h00 UTC−3      |                               | (0 - 1) | 11e (pen.) Borré                                 | Spectateurs : 25 298 Arbitrage : Jesús Valenzuela | Spectateurs : 25 298 Arbitrage : Jesús Valenzuela |
| 20h00 UTC−3      | Cáceres 24e · Caballero 90+2e | Rapport | 45e Arias · 45+1e Mina · 69e Muñoz · 83e Córdoba | Spectateurs : 25 298 Arbitrage : Jesús Valenzuela | Spectateurs : 25 298 Arbitrage : Jesús Valenzuela |

| 21 novembre 2023 | Uruguay                            | 3 - 0   | Bolivie                   | Stade Centenario, Montevideo                  |                                               |
| 20h30 UTC−3      | Núñez 15e 71e · Villamíl 39e (csc) | (2 - 0) |                           | Spectateurs : 60 235 Arbitrage : Kevin Ortega | Spectateurs : 60 235 Arbitrage : Kevin Ortega |
| 20h30 UTC−3      |                                    | Rapport | 59e Villamíl · 64e R.Vaca | Spectateurs : 60 235 Arbitrage : Kevin Ortega | Spectateurs : 60 235 Arbitrage : Kevin Ortega |

| 21 novembre 2023 | Équateur                  | 1 - 0   | Chili                       | Stade de Liga Deportiva Universitaria, Quito      |                                                   |
| 18h30 UTC−5      | Mena 21e                  | (1 - 0) |                             | Spectateurs : 36 873 Arbitrage : Anderson Daronco | Spectateurs : 36 873 Arbitrage : Anderson Daronco |
| 18h30 UTC−5      | Torres 36e · Preciado 61e | Rapport | 44e Pulgar · 62e Echeverría | Spectateurs : 36 873 Arbitrage : Anderson Daronco | Spectateurs : 36 873 Arbitrage : Anderson Daronco |

| 21 novembre 2023 | Brésil                                                | 0 - 1   | Argentine    | Stade Maracanã, Rio de Janeiro              |                                             |
| 21h30 UTC−3      |                                                       | (0 - 0) | 63e Otamendi | Spectateurs : 68 138 Arbitrage : Piero Maza | Spectateurs : 68 138 Arbitrage : Piero Maza |
| 21h30 UTC−3      | Jesus 5e · Raphinha 14e · Augusto 33e · Joelinton 81e | Rapport |              | Spectateurs : 68 138 Arbitrage : Piero Maza | Spectateurs : 68 138 Arbitrage : Piero Maza |

| 21 novembre 2023 | Pérou                             | 1 - 1   | Venezuela                              | Estadio Nacional, Lima                         |                                                |
| 21h00 UTC−5      | Yotún 17e                         | (1 - 0) | 54e Savarino                           | Spectateurs : 27 323 Arbitrage : Darío Herrera | Spectateurs : 27 323 Arbitrage : Darío Herrera |
| 21h00 UTC−5      | López 27e · Yotún 53e · Yotún 53e | Rapport | 24e Machís · 44e Osorio · 85e Castillo | Spectateurs : 27 323 Arbitrage : Darío Herrera | Spectateurs : 27 323 Arbitrage : Darío Herrera |

#### Journée 7
| 5 septembre 2024 | Bolivie                                                           | 4 - 0   | Venezuela                      | Estadio Municipal, El Alto                     |                                                |
| 16h00 UTC−4      | R.Vaca 13e · Algarañaz 45+5e (pen.) · Terceros 46e · Monteiro 89e | (2 - 0) |                                | Spectateurs : 20 500 Arbitrage : Wilmar Roldán | Spectateurs : 20 500 Arbitrage : Wilmar Roldán |
| 16h00 UTC−4      | Cuéllar 9e · R.Vaca 14e · Monteiro 90e                            | Rapport | 78e Cásseres Jr. · 79e Soteldo | Spectateurs : 20 500 Arbitrage : Wilmar Roldán | Spectateurs : 20 500 Arbitrage : Wilmar Roldán |

| 5 septembre 2024 | Argentine                                     | 3 - 0   | Chili                             | Stade Monumental Antonio Vespucio Liberti, Buenos Aires |                                                   |
| 21h00 UTC−3      | Mac Allister 48e · Álvarez 84e · Dybala 90+1e | (0 - 0) |                                   | Spectateurs : 52 160 Arbitrage : Jesús Valenzuela       | Spectateurs : 52 160 Arbitrage : Jesús Valenzuela |
| 21h00 UTC−3      | De Paul 30e · Lo Celso 71e                    | Rapport | 39e Núñez · 40e Dávila · 65e Díaz | Spectateurs : 52 160 Arbitrage : Jesús Valenzuela       | Spectateurs : 52 160 Arbitrage : Jesús Valenzuela |

| 6 septembre 2024 | Uruguay                                            | 0 - 0   | Paraguay              | Stade Centenario, Montevideo                   |                                                |
| 20h00 UTC−3      |                                                    | (0 - 0) |                       | Spectateurs : 47 741 Arbitrage : Darío Herrera | Spectateurs : 47 741 Arbitrage : Darío Herrera |
| 20h00 UTC−3      | Valverde 37e · Bueno 79e · Nández 84e · Suárez 85e | Rapport | 20e Gómez · 34e Cubas | Spectateurs : 47 741 Arbitrage : Darío Herrera | Spectateurs : 47 741 Arbitrage : Darío Herrera |

| 6 septembre 2024 | Pérou       | 1 - 1   | Colombie                  | Estadio Nacional, Lima                            |                                                   |
| 22h00 UTC−3      | Callens 68e | (0 - 0) | 82e L.Díaz                | Spectateurs : 80 093 Arbitrage : Esteban Ostojich | Spectateurs : 80 093 Arbitrage : Esteban Ostojich |
| 22h00 UTC−3      |             | Rapport | 27e Sinisterra · 89e Mina | Spectateurs : 80 093 Arbitrage : Esteban Ostojich | Spectateurs : 80 093 Arbitrage : Esteban Ostojich |

| 6 septembre 2024 | Brésil      | 1 - 0   | Équateur | Stade Major-Antônio-Couto-Pereira, Curitiba    |                                                |
| 20h30 UTC−5      | Rodrygo 30e | (1 - 0) |          | Spectateurs : 36 914 Arbitrage : Facundo Tello | Spectateurs : 36 914 Arbitrage : Facundo Tello |
| 20h30 UTC−5      | Moura 78e   | Rapport |          | Spectateurs : 36 914 Arbitrage : Facundo Tello | Spectateurs : 36 914 Arbitrage : Facundo Tello |

#### Journée 8
| 10 septembre 2024 | Équateur     | 1 - 0   | Pérou                                                        | Stade de Liga Deportiva Universitaria, Quito |                          |
| 16h00 UTC−5       | Valencia 54e | (0 - 0) |                                                              | Arbitrage : Andrés Rojas                     | Arbitrage : Andrés Rojas |
| 16h00 UTC−5       | Páez 57e     | Rapport | 28e Cartagena · 37e Advíncula · 45+1e Santamaría · 61e López | Arbitrage : Andrés Rojas                     | Arbitrage : Andrés Rojas |

| 10 septembre 2024 | Colombie                            | 2 - 1   | Argentine                  | Stade Metropolitano Roberto Meléndez, Barranquilla |                        |
| 15h30 UTC−5       | Mosquera 25e · Rodríguez 60e (pen.) | (1 - 0) | 48e González               | Arbitrage : Piero Maza                             | Arbitrage : Piero Maza |
| 15h30 UTC−5       | Durán 79e · Vargas 90e              | Rapport | 21e Montiel · 90+8e Romero | Arbitrage : Piero Maza                             | Arbitrage : Piero Maza |

| 10 septembre 2024 | Venezuela                                       | 0 - 0   | Uruguay                                                   | Estadio Monumental de Maturín, Maturín |                           |
| 18h00 UTC−4       |                                                 | (0 - 0) |                                                           | Arbitrage : Raphael Claus              | Arbitrage : Raphael Claus |
| 18h00 UTC−4       | Cásseres Jr. 27e · Navarro 67e · J.Martínez 89e | Rapport | 27e Ugarte · 53e Rodríguez · 65e Merentiel · 90e Martínez | Arbitrage : Raphael Claus              | Arbitrage : Raphael Claus |

| 10 septembre 2024 | Paraguay                                               | 1 - 0   | Brésil                         | Estadio Defensores del Chaco, Asuncion          |                                                 |
| 20h30 UTC−4       | D.Gómez 20e                                            | (1 - 0) |                                | Spectateurs : 31 962 Arbitrage : Andrés Matonte | Spectateurs : 31 962 Arbitrage : Andrés Matonte |
| 20h30 UTC−4       | Bobadilla 45e · D.Gómez 45e · Alonso 70e · Almirón 85e | Rapport | 45+5e Paquetá · 90+3e V.Júnior | Spectateurs : 31 962 Arbitrage : Andrés Matonte | Spectateurs : 31 962 Arbitrage : Andrés Matonte |

| 10 septembre 2024 | Chili                                            | 1 - 2   | Bolivie                                   | Stade national, Santiago         |                                  |
| 18h00 UTC−3       | Vargas 39e                                       | (1 - 2) | 13e Algarañaz · 45+1e Terceros            | Arbitrage : Juan Gabriel Benítez | Arbitrage : Juan Gabriel Benítez |
| 18h00 UTC−3       | Díaz 8e · Pulgar 41e · Catalán 88e · Suazo 90+4e | Rapport | 21e Tomé · 41e M.Suárez · 88e R.Fernández | Arbitrage : Juan Gabriel Benítez | Arbitrage : Juan Gabriel Benítez |

#### Journée 9
| 10 octobre 2024 | Bolivie                     | 1 - 0   | Colombie    | Stade municipal de El Alto, El Alto             |                                                 |
| 16h00 UTC−4     | Terceros 58e                | (0 - 0) |             | Spectateurs : 17 191 Arbitrage : Wilton Sampaio | Spectateurs : 17 191 Arbitrage : Wilton Sampaio |
| 16h00 UTC−4     | Cuéllar 20e · Miranda 90+3e | Rapport | 51e Castaño | Spectateurs : 17 191 Arbitrage : Wilton Sampaio | Spectateurs : 17 191 Arbitrage : Wilton Sampaio |

| 10 octobre 2024 | Équateur    | 0 - 0   | Paraguay   | Stade de Liga Deportiva Universitaria Quito |                           |
| 16h00 UTC−5     | Caicedo 32e | (0 - 0) | 83e Sández | Arbitrage : Raphael Claus                   | Arbitrage : Raphael Claus |
| 16h00 UTC−5     | Rapport     |         |            | Arbitrage : Raphael Claus                   | Arbitrage : Raphael Claus |

| 10 octobre 2024 | Venezuela      | 1 - 1   | Argentine      | Estadio Monumental de Maturín, Maturín |                            |
| 17h00 UTC−4     | Rondón 65e     | (0 - 1) | 13e Otamendi   | Arbitrage : Gustavo Tejera             | Arbitrage : Gustavo Tejera |
| 17h00 UTC−4     | J.Martínez 32e | Rapport | 90+4e Pezzella | Arbitrage : Gustavo Tejera             | Arbitrage : Gustavo Tejera |

| 10 octobre 2024 | Chili                     | 1 - 2   | Brésil                       | Stade national, Santiago                       |                                                |
| 21h00 UTC−3     | Vargas 2e                 | (1 - 1) | 45+1e I.Jesus · 89e Henrique | Spectateurs : 43 059 Arbitrage : Darío Herrera | Spectateurs : 43 059 Arbitrage : Darío Herrera |
| 21h00 UTC−3     | Galdames 40e · Loyola 72e | Rapport | 3e Paquetá · 62e Danilo      | Spectateurs : 43 059 Arbitrage : Darío Herrera | Spectateurs : 43 059 Arbitrage : Darío Herrera |

| 11 octobre 2024 | Pérou      | 1 - 0   | Uruguay    | Estadio Nacional, Lima    |                           |
| 20h30 UTC−5     | Araujo 88e | (0 - 0) |            | Arbitrage : Facundo Tello | Arbitrage : Facundo Tello |
| 20h30 UTC−5     |            | Rapport | 84e Nández | Arbitrage : Facundo Tello | Arbitrage : Facundo Tello |

#### Journée 10
| 15 octobre 2024 | Colombie                                                  | 4 - 0   | Chili                  | Stade Metropolitano Roberto Meléndez, Barranquilla |                              |
| 15h30 UTC−5     | D.Sánchez 34e · L.Díaz 52e · Durán 82e · Sinisterra 90+3e | (1 - 0) |                        | Arbitrage : Jesús Valenzuela                       | Arbitrage : Jesús Valenzuela |
| 15h30 UTC−5     | Córdoba 37e · Mojica 78e                                  | Rapport | 65e Tapia · 77e Pulgar | Arbitrage : Jesús Valenzuela                       | Arbitrage : Jesús Valenzuela |

| 15 octobre 2024 | Paraguay                   | 2 - 1   | Venezuela                                                                             | Estadio Defensores del Chaco, Asuncion      |                                             |
| 20h00 UTC−3     | Sanabria 59e 74e           | (0 - 1) | 25e Aramburu                                                                          | Spectateurs : 28 531 Arbitrage : Piero Maza | Spectateurs : 28 531 Arbitrage : Piero Maza |
| 20h00 UTC−3     | Cáceres 35e · Alderete 63e | Rapport | 12e Navarro · 38e Soteldo · 45+3e Cásseres Jr. · 68e Cádiz · 70e Aramburu · 87e Bello | Spectateurs : 28 531 Arbitrage : Piero Maza | Spectateurs : 28 531 Arbitrage : Piero Maza |

| 15 octobre 2024 | Uruguay     | 0 - 0   | Équateur    | Stade Centenario, Montevideo                    |                                                 |
| 20h30 UTC−3     |             | (0 - 0) |             | Spectateurs : 27 112 Arbitrage : Cristián Garay | Spectateurs : 27 112 Arbitrage : Cristián Garay |
| 20h30 UTC−3     | Fonseca 84e | Rapport | 37e Caicedo | Spectateurs : 27 112 Arbitrage : Cristián Garay | Spectateurs : 27 112 Arbitrage : Cristián Garay |

| 15 octobre 2024 | Argentine                                                     | 6 - 0   | Bolivie       | Stade Monumental Antonio Vespucio Liberti, Buenos Aires |                          |
| 21h00 UTC−3     | Messi 19e 84e 86e · Martínez 43e · Álvarez 45+3e · Almada 69e | (3 - 0) |               | Arbitrage : Kevin Ortega                                | Arbitrage : Kevin Ortega |
| 21h00 UTC−3     |                                                               | Rapport | 76e Algarañaz | Arbitrage : Kevin Ortega                                | Arbitrage : Kevin Ortega |

| 15 octobre 2024 | Brésil                                                      | 4 - 0   | Pérou                                                                | Stade national de Brasilia Mané Garrincha, Brasilia |                                                   |
| 21h45 UTC−3     | Raphinha 38e (pen.) 54e (pen.) · Pereira 71e · Henrique 74e | (1 - 0) |                                                                      | Spectateurs : 60 139 Arbitrage : Esteban Ostojich   | Spectateurs : 60 139 Arbitrage : Esteban Ostojich |
| 21h45 UTC−3     | Vanderson 83e                                               | Rapport | 8e Reyna · 45e Gallese · 48e Castillo · 55e Zambrano · 68e Cartagena | Spectateurs : 60 139 Arbitrage : Esteban Ostojich   | Spectateurs : 60 139 Arbitrage : Esteban Ostojich |

#### Journée 11
| 14 novembre | Venezuela                                           | 1 - 1   | Brésil                         | Estadio Monumental de Maturín, Maturín        |                                               |
| 17h00 UTC−4 | Segovia 46e                                         | (0 - 1) | Raphinha 43e                   | Spectateurs : 40 223 Arbitrage : Andrés Rojas | Spectateurs : 40 223 Arbitrage : Andrés Rojas |
| 17h00 UTC−4 | Murillo 34e · Romo 59e · Cásseres 82e · Segovia 86e | Rapport | 36e Vanderson · 88e Martinelli | Spectateurs : 40 223 Arbitrage : Andrés Rojas | Spectateurs : 40 223 Arbitrage : Andrés Rojas |

| 14 novembre 2024 | Paraguay                             | 2 - 1   | Argentine            | Estadio Defensores del Chaco, Asunción            |                                                   |
| 20h30 UTC−3      | Sanabria 19e · Alderete 47e          | (1 - 1) | 11e Lautaro Martinez | Spectateurs : 32 200 Arbitrage : Anderson Daronco | Spectateurs : 32 200 Arbitrage : Anderson Daronco |
| 20h30 UTC−3      | Alderete 33e · Cubas 49e · Pitta 84e | Rapport | 81e Otamendi         | Spectateurs : 32 200 Arbitrage : Anderson Daronco | Spectateurs : 32 200 Arbitrage : Anderson Daronco |

| 14 novembre 2024 | Équateur                                        | 4 - 0   | Bolivie                  | Estadio Monumental Isidro Romero Carbo, Guayaquil    |                                                      |
| 19h00 UTC−5      | Valencia 26e (pen.) · Plata 28e 49e · Minda 61e | (2 - 0) |                          | Spectateurs : 30 758 Arbitrage : Maximiliano Ramírez | Spectateurs : 30 758 Arbitrage : Maximiliano Ramírez |
| 19h00 UTC−5      |                                                 | Rapport | 24e Sagredo · 90e Chávez | Spectateurs : 30 758 Arbitrage : Maximiliano Ramírez | Spectateurs : 30 758 Arbitrage : Maximiliano Ramírez |

| 15 novembre 2024 | Uruguay                                                 | 3 - 2   | Colombie                     | Estadio Centenario, Montevideo                |                                               |
| 21h00 UTC−3      | D.Sánchez 57e (csc) · Aguirre 60e · Ugarte 90+11e       | (0 - 1) | 31e Quintero · 90+6e C.Gómez | Spectateurs : 33 400 Arbitrage : Kevin Ortega | Spectateurs : 33 400 Arbitrage : Kevin Ortega |
| 21h00 UTC−3      | Bentancur 36e · Aguirre 37e · Valverde 66e · Nández 80e | Rapport | 25e Quintero · 58e Durán     | Spectateurs : 33 400 Arbitrage : Kevin Ortega | Spectateurs : 33 400 Arbitrage : Kevin Ortega |

| 15 novembre 2024 | Pérou                     | 0 - 0   | Chili                               | Estadio Nacional, Lima                          |                                                 |
| 20h30 UTC−5      |                           | (0 - 0) |                                     | Spectateurs : 47 122 Arbitrage : Wilton Sampaio | Spectateurs : 47 122 Arbitrage : Wilton Sampaio |
| 20h30 UTC−5      | Corzo 46e · Cartagena 66e | Rapport | 45e Loyola · 88e Vargas · 90e Suazo | Spectateurs : 47 122 Arbitrage : Wilton Sampaio | Spectateurs : 47 122 Arbitrage : Wilton Sampaio |

#### Journée 12
| 19 novembre 2024 | Colombie                              | 0 - 1   | Équateur                                | Stade Metropolitano Roberto Meléndez, Barranquilla |                                                   |
| 18h00 UTC−5      |                                       | (0 - 1) | 7e Valencia                             | Spectateurs : 37 316 Arbitrage : Esteban Ostojich  | Spectateurs : 37 316 Arbitrage : Esteban Ostojich |
| 18h00 UTC−5      | Portilla 60e · Durán 73e · Lucumí 90e | Rapport | 34e Hincapié · 54e Gruezo · 85e Caicedo | Spectateurs : 37 316 Arbitrage : Esteban Ostojich  | Spectateurs : 37 316 Arbitrage : Esteban Ostojich |

| 19 novembre 2024 | Brésil                                   | 1 - 1   | Uruguay                    | Itaipava Arena Fonte Nova, Salvador         |                                             |
| 21h45 UTC−3      | Gerson 62e                               | (0 - 0) | 55e Valverde               | Spectateurs : 41 511 Arbitrage : Piero Maza | Spectateurs : 41 511 Arbitrage : Piero Maza |
| 21h45 UTC−3      | Raphinha 69e · Paquetá 89e · Gabriel 90e | Rapport | 41e Bentancur · 83e Varela | Spectateurs : 41 511 Arbitrage : Piero Maza | Spectateurs : 41 511 Arbitrage : Piero Maza |

| 19 novembre 2024 | Bolivie                          | 2 - 2   | Paraguay                   | Estadio Municipal de El Alto, El Alto           |                                                 |
| 16h00 UTC−4      | E.Vaca 15e · Terceros 80e (pen.) | (1 - 0) | 71e Almirón · 90+1e Enciso | Spectateurs : 18 655 Arbitrage : Andrés Matonte | Spectateurs : 18 655 Arbitrage : Andrés Matonte |
| 16h00 UTC−4      |                                  | Rapport | 83e D.Gómez                | Spectateurs : 18 655 Arbitrage : Andrés Matonte | Spectateurs : 18 655 Arbitrage : Andrés Matonte |

| 19 novembre 2024 | Argentine            | 1 - 0   | Pérou                                    | La Bombonera, Buenos Aires |                           |
| 21h00 UTC−3      | Lautaro Martínez 55e | (0 - 0) |                                          | Arbitrage : Wilmar Roldán  | Arbitrage : Wilmar Roldán |
| 21h00 UTC−3      |                      | Rapport | 44e Araújo · 88e Zambrano · 90e Lapadula | Arbitrage : Wilmar Roldán  | Arbitrage : Wilmar Roldán |

| 19 novembre 2024 | Chili                                          | 4 - 2   | Venezuela                                 | Stade National, Santiago                       |                                                |
| 21h00 UTC−3      | Vargas 20e · Rincón 29e (csc) · Cepeda 38e 47e | (3 - 2) | 13e Savarino · 22e R.Ramírez              | Spectateurs : 31 906 Arbitrage : Facundo Tello | Spectateurs : 31 906 Arbitrage : Facundo Tello |
| 21h00 UTC−3      | Vidal 37e                                      | Rapport | 43e Aramburu · 78e Ángel · 85e J.Martínez | Spectateurs : 31 906 Arbitrage : Facundo Tello | Spectateurs : 31 906 Arbitrage : Facundo Tello |

#### Journée 13
| 20 mars 2025 | Paraguay     | 1 - 0   | Chili | Estadio Defensores del Chaco, Asuncion         |                                                |
| 20h00 UTC−3  | Alderete 60e | (0 - 0) |       | Spectateurs : 31 193 Arbitrage : Raphael Claus | Spectateurs : 31 193 Arbitrage : Raphael Claus |
| 20h00 UTC−3  | Rapport      |         |       | Spectateurs : 31 193 Arbitrage : Raphael Claus | Spectateurs : 31 193 Arbitrage : Raphael Claus |

| 20 mars 2025 | Brésil                                      | 2 - 1   | Colombie   | Stade national de Brasilia Mané Garrincha, Brasilia |                                                 |
| 21h45 UTC−3  | Raphinha 6e (pen.) · Vinícius Jr 90+9e      | (1 - 1) | 41e L.Díaz | Spectateurs : 70 027 Arbitrage : Alexis Herrera     | Spectateurs : 70 027 Arbitrage : Alexis Herrera |
| 21h45 UTC−3  | Guimarães 16e · Gabriel 45e · Joelinton 86e | Rapport | 48e Ríos   | Spectateurs : 70 027 Arbitrage : Alexis Herrera     | Spectateurs : 70 027 Arbitrage : Alexis Herrera |

| 20 mars 2025 | Pérou                                | 3 - 1   | Bolivie             | Estadio Nacional, Lima        |                               |
| 20h30 UTC−5  | Polo 37e · Guerrero 45e · Flores 82e | (2 - 0) | 58e (pen.) Terceros | Arbitrage : Yael Falcón Pérez | Arbitrage : Yael Falcón Pérez |
| 20h30 UTC−5  | Rapport                              |         |                     | Arbitrage : Yael Falcón Pérez | Arbitrage : Yael Falcón Pérez |

| 21 mars 2025 | Équateur         | 2 - 1   | Venezuela                 | Stade de Liga Deportiva Universitaria, Quito |                          |
| 16h00 UTC−5  | Valencia 39e 46e | (1 - 0) | 90+1e Cádiz               | Arbitrage : Ramon Abatti                     | Arbitrage : Ramon Abatti |
| 16h00 UTC−5  | Mercado 65e      | Rapport | 63e F.Vargas · 78e Mejías | Arbitrage : Ramon Abatti                     | Arbitrage : Ramon Abatti |

| 21 mars 2025 | Uruguay                  | 0 - 1   | Argentine                      | Stade Centenario, Montevideo     |                                  |
| 20h30 UTC−3  |                          | (0 - 0) | 68e Almada                     | Arbitrage : Juan Gabriel Benítez | Arbitrage : Juan Gabriel Benítez |
| 20h30 UTC−3  | Nández 64e · Olivera 86e | Rapport | 90+6e N.González · 90e Álvarez | Arbitrage : Juan Gabriel Benítez | Arbitrage : Juan Gabriel Benítez |

#### Journée 14
| 25 mars 2025 | Bolivie    | 0 - 0   | Uruguay                    | Estadio Municipal de El Alto, El Alto           |                                                 |
| 16h00 UTC−4  |            | (0 - 0) |                            | Spectateurs : 10 723 Arbitrage : Augusto Aragón | Spectateurs : 10 723 Arbitrage : Augusto Aragón |
| 16h00 UTC−4  | Medina 61e | Rapport | 42e Ugarte · 54e Bentancur | Spectateurs : 10 723 Arbitrage : Augusto Aragón | Spectateurs : 10 723 Arbitrage : Augusto Aragón |

| 25 mars 2025 | Venezuela                                     | 1 - 0   | Pérou                     | Estadio Monumental de Maturín, Maturín   |                                          |
| 20h00 UTC−4  | Rondón 41e (pen.)                             | (1 - 0) |                           | Arbitrage : Cristián Marcelo Garay Reyes | Arbitrage : Cristián Marcelo Garay Reyes |
| 20h00 UTC−4  | A.González 45e · J.Martínez 47e · Herrera 77e | Rapport | 13e Zambrano · 19e Aquino | Arbitrage : Cristián Marcelo Garay Reyes | Arbitrage : Cristián Marcelo Garay Reyes |

| 25 mars 2025 | Colombie                              | 2 - 2   | Paraguay                                                      | Stade Metropolitano Roberto Meléndez, Barranquilla |                           |
| 19h00 UTC−5  | Díaz 1re · Durán 13e                  | (2 - 1) | 45+4e Alonso · 62e Enciso                                     | Arbitrage : Facundo Tello                          | Arbitrage : Facundo Tello |
| 19h00 UTC−5  | L.Díaz 81e · Campaz 89e · Herrera 77e | Rapport | 49e Galarza · 85e R.Fernández · 86e G.Velázquez · 90+3e Cubas | Arbitrage : Facundo Tello                          | Arbitrage : Facundo Tello |

| 25 mars 2025 | Argentine                                                                    | 4 - 1   | Brésil                                                           | Stade Monumental Antonio Vespucio Liberti, Buenos Aires |                                       |
| 21h00 UTC−3  | Álvarez 4e · E.Fernández 12e · Mac Allister 37e · Simeone 71e                | (3 - 1) | 26e Cunha                                                        | Arbitrage : Andrés José Rojas Noguera                   | Arbitrage : Andrés José Rojas Noguera |
| 21h00 UTC−3  | Tagliafico 40e · Almada 41e · Otamendi 69e · Paredes 74e · E.Fernández 90+1e | Rapport | 28e Murillo · 40e Raphinha · 86e André · 79e Ortiz · 87e Endrick | Arbitrage : Andrés José Rojas Noguera                   | Arbitrage : Andrés José Rojas Noguera |

| 25 mars 2025 | Chili      | 0 - 0   | Équateur                  | Stade national, Santiago   |                            |
| 21h00 UTC−3  |            | (0 - 0) |                           | Arbitrage : Gustavo Tejera | Arbitrage : Gustavo Tejera |
| 21h00 UTC−3  | Loyola 84e | Rapport | 85e Plata · 90+5e Ordóñez | Arbitrage : Gustavo Tejera | Arbitrage : Gustavo Tejera |

#### Journée 15
| 5 juin 2025 | Équateur | 0 - 0   | Brésil | Estadio Monumental Isidro Romero Carbo, Guayaquil |                        |
| 18h00 UTC−5 |          | (0 - 0) |        | Arbitrage : Piero Maza                            | Arbitrage : Piero Maza |
| 18h00 UTC−5 | Rapport  |         |        | Arbitrage : Piero Maza                            | Arbitrage : Piero Maza |

| 5 juin 2025 | Paraguay                        | 2 - 0   | Uruguay | Estadio Defensores del Chaco, Asuncion |                           |
| 20h00 UTC−3 | Galarza 13e · Enciso 81e (pen.) | (1 - 0) |         | Arbitrage : Darío Herrera              | Arbitrage : Darío Herrera |
| 20h00 UTC−3 | Galarza 39e · J.Cáceres 68e     | Rapport |         | Arbitrage : Darío Herrera              | Arbitrage : Darío Herrera |

| 5 juin 2025 | Chili                                             | 0 - 1   | Argentine                     | Stade national, Santiago     |                              |
| 21h00 UTC−4 |                                                   | (0 - 1) | 16e Álvarez                   | Arbitrage : Jesús Valenzuela | Arbitrage : Jesús Valenzuela |
| 21h00 UTC−4 | Vidal 38e · Cepeda 55e · Cortés 79e · Maripán 86e | Rapport | 59e Tagliafico · 90+2e Romero | Arbitrage : Jesús Valenzuela | Arbitrage : Jesús Valenzuela |

| 6 juin 2025 | Colombie  | 0 - 0   | Pérou     | Stade Metropolitano Roberto Meléndez, Barranquilla |                            |
| 15h30 UTC−5 |           | (0 - 0) |           | Arbitrage : Wilton Sampaio                         | Arbitrage : Wilton Sampaio |
| 15h30 UTC−5 | Durán 43e | Rapport | 4e Garcés | Arbitrage : Wilton Sampaio                         | Arbitrage : Wilton Sampaio |

| 6 juin 2025 | Venezuela                     | 2 - 0   | Bolivie                   | Estadio Monumental de Maturín, Maturín             |                                                    |
| 18h00 UTC−4 | Cuéllar 5e (csc) · Rondón 30e | (2 - 0) |                           | Spectateurs : 46 741 Arbitrage : Yael Falcón Pérez | Spectateurs : 46 741 Arbitrage : Yael Falcón Pérez |
| 18h00 UTC−4 | Rondón 90e                    | Rapport | 69e Terceros · 90e Haquín | Spectateurs : 46 741 Arbitrage : Yael Falcón Pérez | Spectateurs : 46 741 Arbitrage : Yael Falcón Pérez |

#### Journée 16
| 10 juin 2025 | Bolivie                    | 2 - 0   | Chili                                                      | Estadio Municipal de El Alto, El Alto |                              |
| 16h00 UTC−4  | Terceros 5e · Monteiro 90e | (1 - 0) |                                                            | Arbitrage : Esteban Ostojich          | Arbitrage : Esteban Ostojich |
| 16h00 UTC−4  | Chávez 19e · Arroyo 90+3e  | Rapport | 20e Kuščević · 55e Sierralta · 68e Lichnovsky · 70e Dávila | Arbitrage : Esteban Ostojich          | Arbitrage : Esteban Ostojich |

| 10 juin 2025 | Uruguay                         | 2 - 0   | Venezuela                                      | Stade Centenario, Montevideo |                           |
| 20h00 UTC−3  | Aguirre 43e · de Arrascaeta 47e | (1 - 0) |                                                | Arbitrage : Raphael Claus    | Arbitrage : Raphael Claus |
| 20h00 UTC−3  | Araújo 45+1e · Nández 45+3e     | Rapport | 15e Herrera · 45+3e J.Martínez · 90+1e Segovia | Arbitrage : Raphael Claus    | Arbitrage : Raphael Claus |

| 10 juin 2025 | Argentine                                | 1 - 1   | Colombie                                  | Stade Monumental Antonio Vespucio Liberti, Buenos Aires |                                  |
| 21h00 UTC−3  | Almada 81e                               | (0 - 1) | 24e L.Díaz                                | Arbitrage : Juan Gabriel Benítez                        | Arbitrage : Juan Gabriel Benítez |
| 21h00 UTC−3  | Molina 32e · Fernández 70e · Paredes 72e | Rapport | 45+1e Castaño · 72e D.Sánchez · 79e Román | Arbitrage : Juan Gabriel Benítez                        | Arbitrage : Juan Gabriel Benítez |

| 10 juin 2025 | Brésil                            | 1 - 0   | Paraguay  | Neo Química Arena, São Paulo |                           |
| 21h45 UTC−3  | Vinícius Jr 44e                   | (1 - 0) |           | Arbitrage : Facundo Tello    | Arbitrage : Facundo Tello |
| 21h45 UTC−3  | Vinícius Jr 28e · Guimarães 45+3e | Rapport | 6e Alonso | Arbitrage : Facundo Tello    | Arbitrage : Facundo Tello |

| juin 2025   | Pérou                                               | 0 - 0   | Équateur   | Estadio Nacional, Lima                |                                       |
| 20h30 UTC−5 |                                                     | (0 - 0) |            | Arbitrage : Andrés José Rojas Noguera | Arbitrage : Andrés José Rojas Noguera |
| 20h30 UTC−5 | Carrillo 27e · Flores 40e · Tapia 50e · Quevedo 88e | Rapport | 75e Franco | Arbitrage : Andrés José Rojas Noguera | Arbitrage : Andrés José Rojas Noguera |

#### Journée 17
| septembre 2025 | Uruguay | - | Pérou |             |
|                |         |   |       | Arbitrage : |

| septembre 2025 | Colombie | - | Bolivie |             |
|                |          |   |         | Arbitrage : |

| septembre 2025 | Brésil | - | Chili |             |
|                |        |   |       | Arbitrage : |

| septembre 2025 | Paraguay | - | Équateur |             |
|                |          |   |          | Arbitrage : |

| septembre 2025 | Argentine | - | Venezuela |             |
|                |           |   |           | Arbitrage : |

#### Journée 18
| septembre 2025 | Pérou | - | Paraguay |             |
|                |       |   |          | Arbitrage : |

| septembre 2025 | Venezuela | - | Colombie |             |
|                |           |   |          | Arbitrage : |

| septembre 2025 | Bolivie | - | Brésil |             |
|                |         |   |        | Arbitrage : |

| septembre 2025 | Chili | - | Uruguay |             |
|                |       |   |         | Arbitrage : |

| septembre 2025 | Équateur | - | Argentine |             |
|                |          |   |           | Arbitrage : |

## Buteurs

### 7 buts
- Luis Díaz

### 6 buts
- Lionel Messi
- Miguel Terceros

### 5 buts
- Raphinha
- Enner Valencia
- Darwin Núñez
- Salomón Rondón

### 4 buts
- Julián Álvarez
- Antonio Sanabria

### 3 buts
- Nicolás Otamendi
- Lautaro Martínez
- Thiago Almada
- Rodrygo
- Eduardo Vargas
- Julio Enciso
- Nicolás de la Cruz

### 2 buts
- Nicolás González
- Enzo Fernández
- Alexis Mac Allister
- Neymar
- Luiz Henrique
- Vinícius Júnior
- Carmelo Algarañaz
- Ramiro Vaca
- Enzo Monteiro
- Rafael Santos Borré
- James Rodríguez (dont 1 penalty)
- Jhon Durán
- Lucas Cepeda
- Félix Torres
- Omar Alderete
- Federico Valverde
- Rodrigo Aguirre
- Jefferson Savarino

### 1 but
- Nicolás Tagliafico
- Paulo Dybala
- Giuliano Simeone
- Víctor Ábrego
- Vaca
- Rodrigo Ramallo
- Ervin Vaca
- Marquinhos
- Igor Jesus
- Andreas Pereira
- Gabriel
- Gabriel Martinelli
- Gerson
- Matheus Cunha
- Arturo Vidal
- Diego Valdés Contreras
- Mateus Uribe
- Yerson Mosquera
- Davinson Sánchez
- Luis Sinisterra
- Juan Fernando Quintero
- Carlos Andrés Gómez
- Kendry Páez
- Kevin Rodríguez
- Ángel Mena
- Gonzalo Plata
- Alan Minda
- Diego Gómez
- Miguel Almirón
- Júnior Alonso
- Matías Galarza Fonda
- Alexander Callens
- Miguel Araujo
- Yoshimar Yotún
- Andy Polo
- Paolo Guerrero
- Edison Flores
- Agustín Canobbio
- Mathías Olivera
- Ronald Araújo
- Manuel Ugarte
- Giorgian de Arrascaeta
- Jon Aramburu
- Eduard Bello
- Yeferson Soteldo
- Darwin Machís
- Telasco Segovia
- Rubén Ramírez
- Jhonder Cádiz

### contre son camp(csc)
- Héctor Cuéllar (pour Venezuela)
- Gabriel Villamíl (pour Uruguay)
- Davinson Sánchez (pour Uruguay)
- Marcos López (pour Chili)
- Tomás Rincón (pour Chili)